# Lucyfer

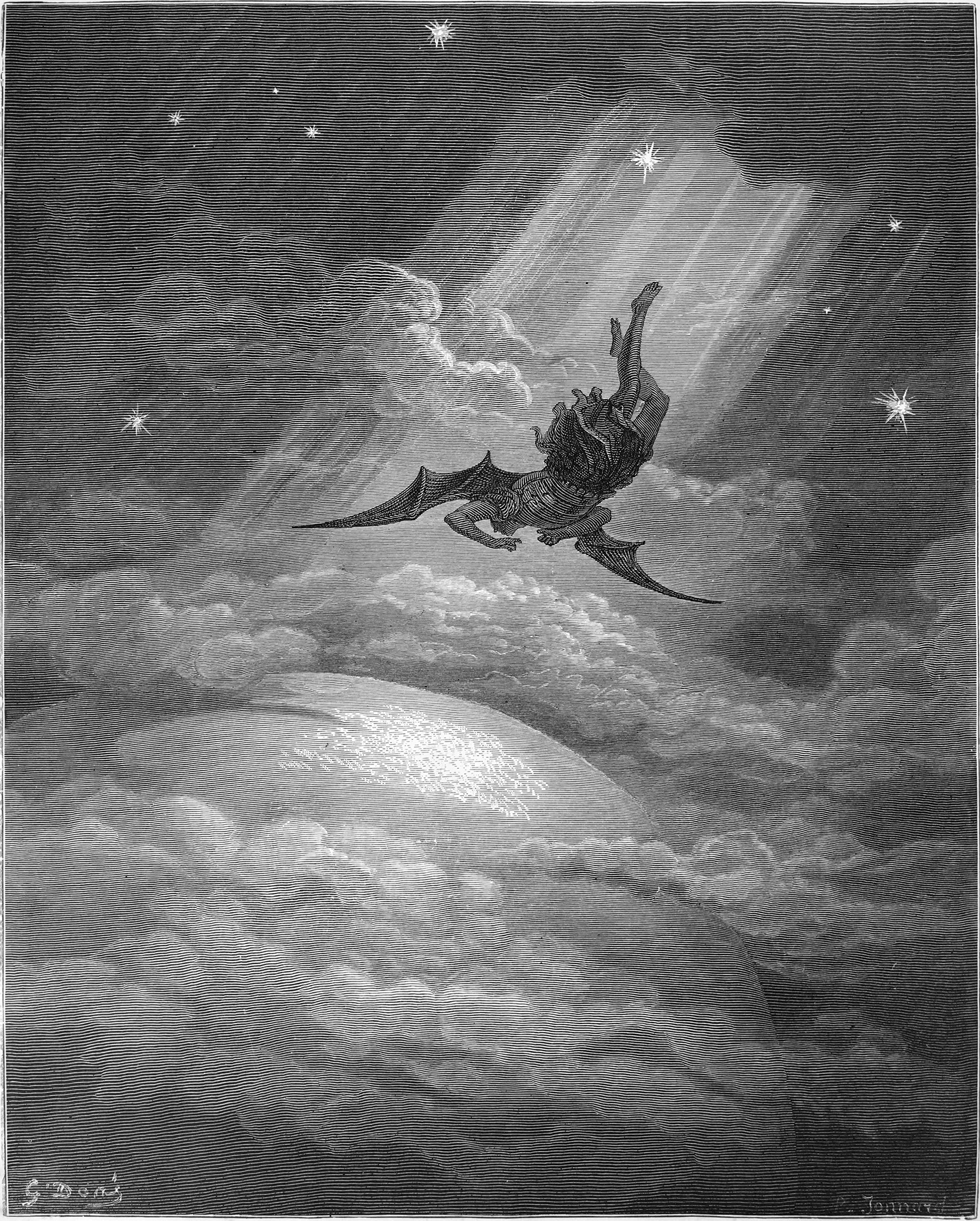
Ilustracja Paula Doré przedstawia wygnanie Lucyfera

Lucyfer [z łac. – niosący światło; lucem biernik od lux (światło) + ferre (nieść); heb. הֵילֵל – Gwiazda Poranna], także Lucyper [fer zamieniono na per – od łac. perdere (stracić)] – we współczesnej oraz późnośredniowiecznej myśli chrześcijańskiej jeden z upadłych aniołów.

## Historia

### Lucyfer w mitologii rzymskiej
W starożytnym Rzymie termin ten stosowany był przez astrologów do określenia Gwiazdy Porannej, czyli planety Wenus widocznej nad horyzontem przed wschodem Słońca. Słowo było najprawdopodobniej dosłownym tłumaczeniem greckich eosphoros (εώσφορος) – „niosący świt” lub phosphoros (φώσφορος) – „niosący światło”. 

### W łacińskim przekładzie Biblii
W nomenklaturze chrześcijańskiej imię to pojawiło się najprawdopodobniej po raz pierwszy w Wulgacie, łacińskim przekładzie Biblii dokonanym pod koniec IV w. n.e. przez Hieronima ze Strydonu. Znajduje się ono w:
- Księdze Izajasza 14,12. W oryginalnym tekście hebrajskim występuje ono jako helel ben-szachar (הילל בן שחר po hebrajsku). Helel oznacza planetę Wenus, zaś ben-szachar to świetlisty syn poranka.
- 2. List Piotra 1:19: „I mamy mocniejszą mowę prorocką, której pilnując jako świecy w ciemnem miejscu świecącej, dobrze czynicie, ażby dzień oświtnął, i jutrzenka (lucyfer) weszła w sercach waszych."

## Lucyfer w antropozofii
Antropozofia uznaje Lucyfera za brata Chrystusa, który był inspiratorem religii orientalnych, jak buddyzm i hinduizm. Reprezentuje on erotykę, literaturę, prostą technikę, idee poprawy ziemskiego świata, jak demokracja czy ekologizm. Jest demonem słabszym od Arymana.

## Lucyfer jako jutrzenka
Do czwartego wieku, nie zawsze wiązano imię Lucyfer (pol. niosący światło) z upadłym aniołem światłości czyli diabłem. 
- Zobacz na przykład: św. Lucyfer, czy hymn Carmen aurorae.

Lucifer w łacińskiej liturgii jest nazwą gwiazdy porannej, w której symbolicznie widziano Marię z Nazaretu. Jak gwiazda poranna zwiastuje, niesie światło Słońca, tak Maria zwiastuje nadejście Chrystusa.

## Inne poglądy
Świadkowie Jehowy uważają, że słowo tłumaczone w niektórych przekładach Biblii na „Lucyfer” oznacza „jaśniejący” (Iz 14:12) i użyto go ironicznie w odniesieniu do dynastii babilońskiej po jej upadku.
- Zobacz też wyżej o Lucyferze w mitologii rzymskiej i w łacińskim przekładzie Biblii.

## Lucyfer w sztuce, literaturze i kulturze masowej
- Postać Lucyfera (dość dokładnie opisaną) można znaleźć w poemacie „Raj utracony” autorstwa angielskiego poety i pisarza Johna Miltona

- Lucyfer pojawia się także w najniższym, 9 kręgu, przedstawionym przez Dante Alighieri w jego najsłynniejszym poemacie pt. „Boska komedia”. Sam krąg dzieli się na 4 strefy. Pierwsza, dla zdrajców bliskich, druga – zdrajców ojczyzny, trzecia – dla tych co zawiedli swych gości. W czwartej strefie – na dnie piekła uwięziony jest Lucyfer. Przedstawiony jest jako monstrum z trzema paszczami, w których znajdują się trzej najwięksi zdrajcy ludzkości: Judasz – zdrajca Jezusa oraz Brutus i Kasjusz – zdrajcy Cezara.

- Jedna z Ksiąg Biblii Szatana autorstwa Antona Szandora LaVeya została nazwana na cześć Lucyfera.

- Występuje również w sadze o aniołach, którą napisała Maja Lidia Kossakowska. Występuje tam w roli Pana Głębi, niepoprawnego romantyka z wizją równego i pięknego świata. Jego przezwiskiem tam jest Lampka, wywodzące się od jego tytułu przed buntem aniołów: „Niosący światło”.

- Lucyfer jako upadły anioł występuje też od 29 części sagi o ludziach lodu Miłość Lucyfera Margit Sandemo. Opisywana jest tam pewna legenda. Boga rozsierdziło to, że Lucyfer zlitował się nad porzuconą przez niego na pustkowiu mandragorą – prototypem człowieka, który Bóg uznał za niewystarczająco doskonały, by być 'na obraz boży' i porzucił niedokończony projekt. Zresztą Lucyfer wcale nie z zazdrości o Jezusa został zesłany do czarnych sal, lecz przez miłość do ziemskiej kobiety. Mógł powracać co sto lat na ziemię, ale nie ujrzał już nigdy swojej wybranki, gdyż ona już nie żyła. Miał on wychodzić na powierzchnię ze swojego królestwa w okolicach Dimmuborgir w północnej Islandii. Ukazuje się tam jako wyrozumiały władca w przeciwieństwie do Boga. Na koniec sagi okazuje się jednak, że jego dobroduszne działania były pokierowane chęcią zdobycia władzy nad światem.

- W Książce Jakuba Ćwieka pt. Kłamca 3. Ochłap sztandaru, Lucyfer występuje jako Gwiazda Zaranna, najpotężniejszy z władców piekieł, który spędził wiele lat ukrywając się i ucząc się na ziemi. Fanatyk Filozofii Jezusa Chrystusa, który to według powieści zstąpił do piekieł i poważnie porozmawiał z Lucyferem.

- W filmie kinowym Saint Seiya: Wojownicy Świętej Wojny w reżyserii Masayuki Akehi'ego Lucyfer pojawia się jako główny przeciwnik Rycerzy z Brązu.

- W mandze Kaori Yuki Angel Sanctuary inkarnacją Lucyfera jest Kira Sakuya. Lucyfer w drodze pewnej umowy „wypożyczył” sobie ciało 10-letniego chłopca, ofiary wypadku samochodowego.

- Lucyfer występuje również w popularnej mandze Seishi'ego Kishimoto 666 Satan jako najwyższy demon.

- Lucyfer występuje także w serialu Nie z tego świata, gdzie przypadkowo zostaje uwolniony z otchłani i pragnie zawładnąć światem. Aby to zrobić, musi wcielić się w człowieka – naczynie. Jedynym naczyniem dla Lucyfera, które pozwoli mu wykorzystać sto procent swojej mocy, jest Sam Winchester, jeden z głównych bohaterów serialu.

- W powieści Arthura C. Clarke, 2010: Odyseja kosmiczna Lucyferem została nazwana gwiazda powstała z planety Jowisz.

- Postać Lucyfera pojawia się w utworze „Lord of Light”, heavymetalowego zespołu Iron Maiden znajdującym się na albumie A Matter of Life and Death z 2006 roku.

- W 2009 roku Electronic Arts wydało grę na podstawie Boskiej komedii pt. Dante's Inferno w której to wcielamy się w postać krzyżowca Dantego, który udaje się do piekła za swą ukochaną Beatrycze. Rola Lucyfera polega na ściągnięciu młodego rycerza do piekieł, by ten go uwolnił.

- W filmie Egzorcyzmy Emily Rose jest jednym z demonów, które opętały duszę kobiety.

- Postać Lucyfera pojawia się jako bohater drugoplanowy w serii komiksowej Sandman, autorstwa Neila Gaimana, opublikowanej przez wydawnictwo Vertigo. Mike Carey stworzył spin-off Sandmana poświęcony wyłącznie przygodom Lucyfera, zatytułowany Lucyfer. Na podstawie tej serii powstał serial telewizyjny wyprodukowany dla amerykańskiej stacji telewizyjnej Fox. W serialu w postać Lucyfera Morningstara wciela się Tom Ellis.

## Galeria

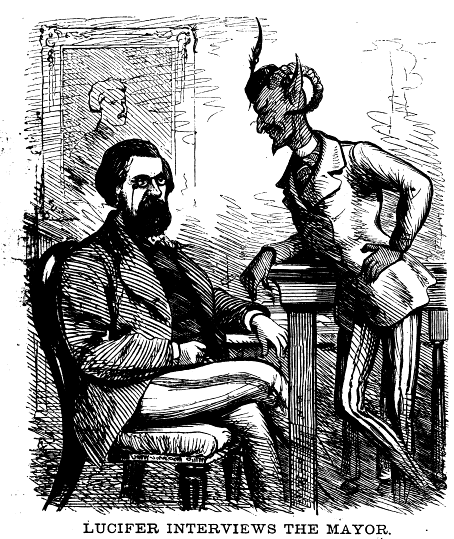
Mayor Hall i Lucyfer, autor nieznany (1870)
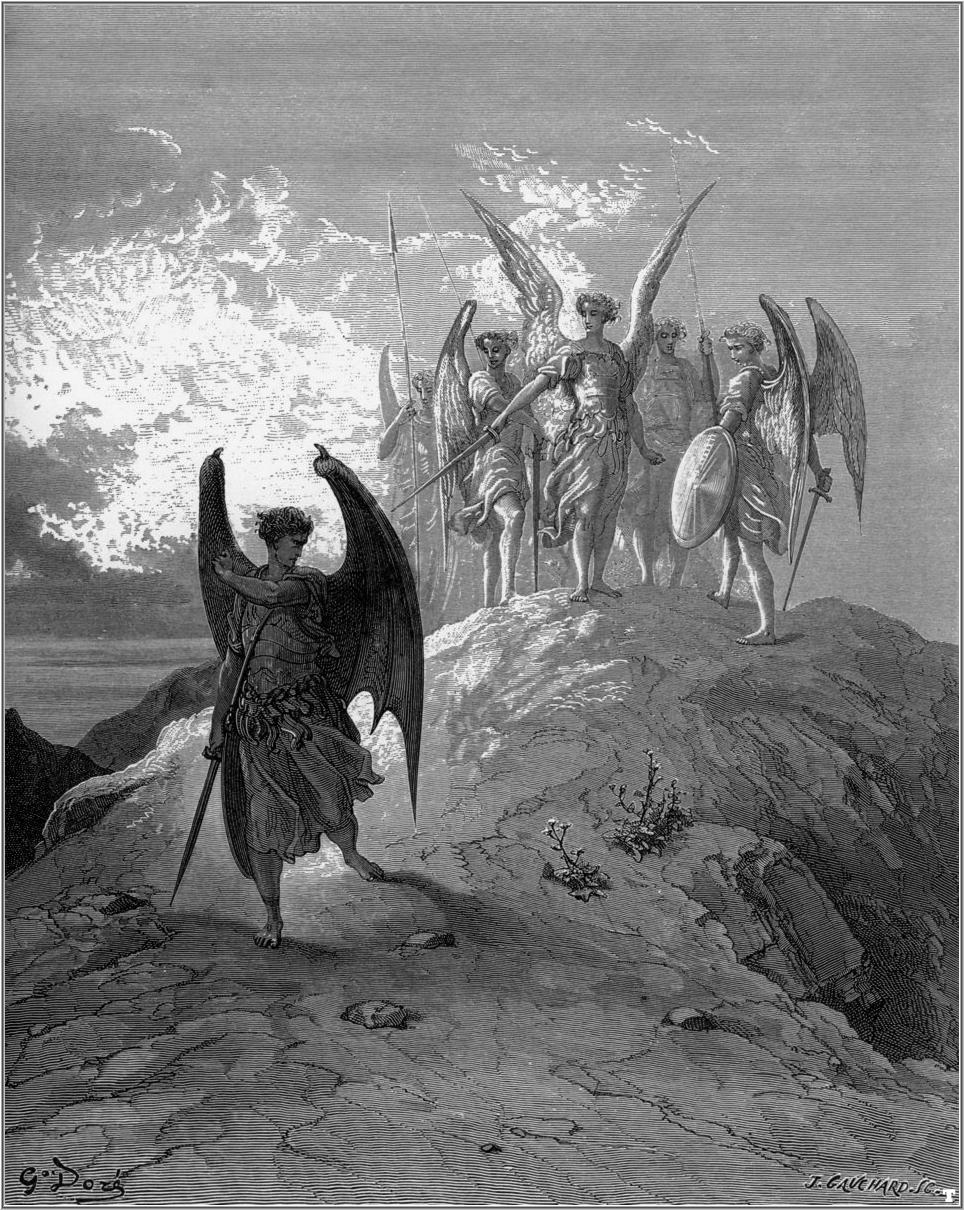
Gustave Doré ilustracja do Milton's Paradise Lost, V, 1006–1015: Szatan krzyczy na Gabriela
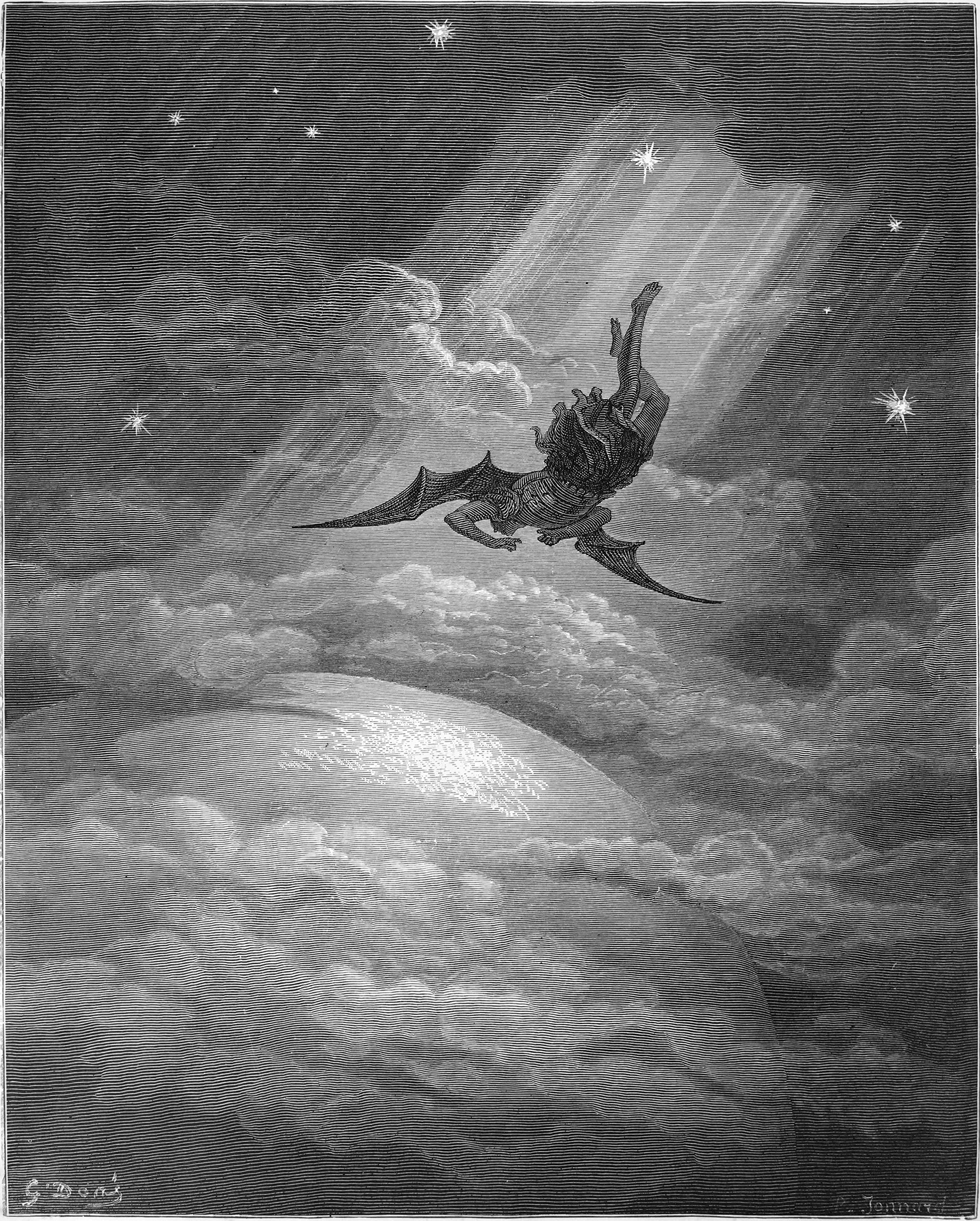
Gustave Doré ilustracja do Milton's Paradise Lost, III, 739–742: Szatan w drodze, aby doprowadzić do upadku człowieka
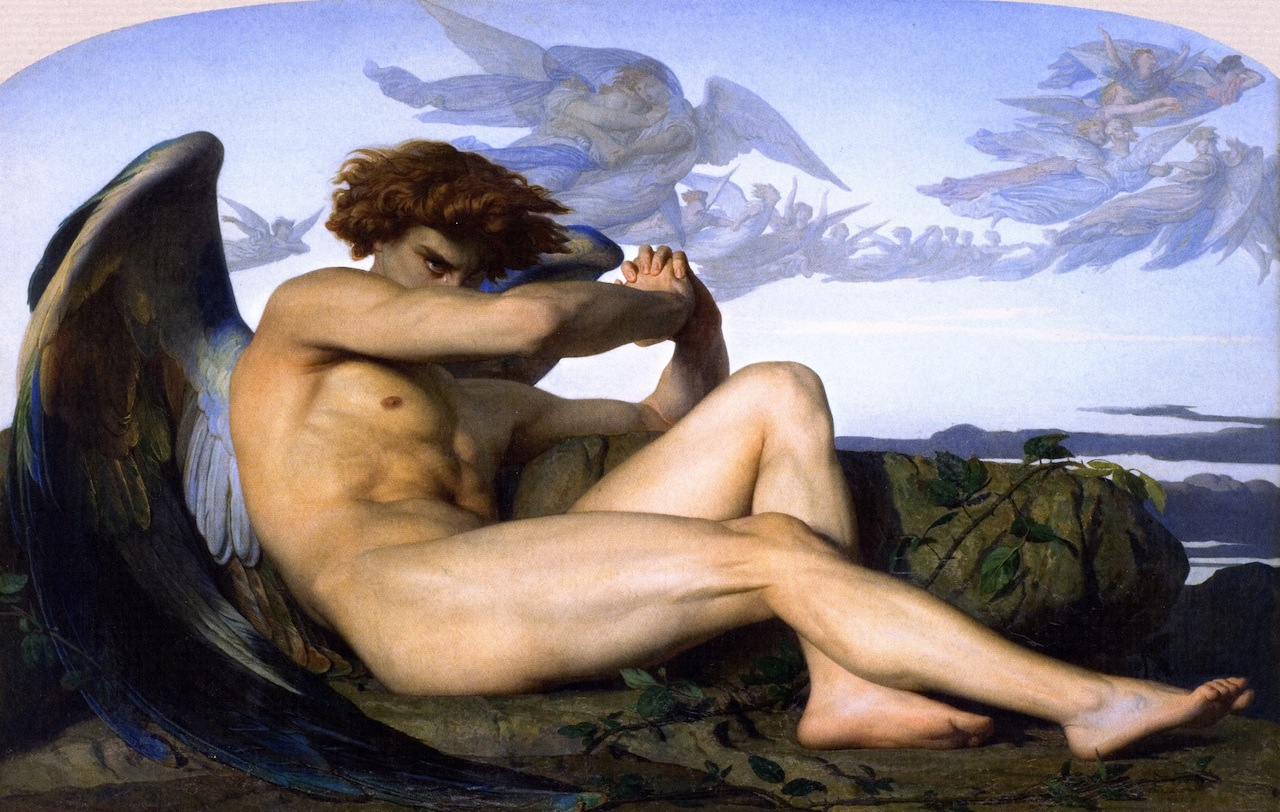
Alexandre Cabanel, Upadły Anioł, 1847